# أندي ميريفيلد
أندي ميريفيلد (بالإنجليزية: Andy Merrifield)‏ (من مواليد 1960) هو منظر ماركسي.

## كتب
- التحضر من الظلم (1997)
- التمدن الجدلي (2002)
- جاي ديبورد (2005)
- هنري ليفبفر: مقدمة نقدية (2006)
- حكمة الحمير: إيجاد الهدوء في عالم فوضوي
- الماركسية السحرية: السياسة التخريبية والخيال (2011)
- سياسة اللقاء: النظرية الحضرية والاحتجاج تحت التحضر الكوكبي ( 2013)
- السؤال الحضري الجديد (2014)
- الهواة: متع فعل ما تحب (2017)
- ما نتحدث عنه عندما نتحدث عن المدن والحب (2018)